# Meltdown (EP)
Meltdown EP es un EP por el rapero Pitbull lanzado el 22 de noviembre de 2013. Fue editado como un EP compañero, del relanzamiento de su séptimo álbum Global Warming: Meltdown. El EP está compuesto por cinco nuevas canciones; "Timber" con Kesha, "That High" con Kelly Rowland, "Do It" con Tuxedo Mayer Hawthorne x Jake One, "Sun in California" con Mohombi y por último "All the Things" con Inna. Debutó en el número 95 del Billboard 200 de los Estados Unidos.

## Antecedentes
Pitbull anunció en 18 de octubre de 2013 a través de Twitter, que el álbum sería lanzado el 25 de noviembre de 2013. También se anunció que el álbum incluye colaboraciones con Kesha, Inna, Mohombi, Mayer Hawthorne y Kelly Rowland.

## Sencillos
«Timber» fue lanzado como el álbum primer sencillo el 7 de octubre de 2013. La canción cuenta con la colaboración de la cantante y compositora Kesha. «Timber» tuvo una gran recepción comercial. Se convirtió en un éxito top 10 en, Finlandia, Noruega, Corea del Sur, Nueva Zelanda, Australia, Bélgica, Canadá, Austria, Alemania, Irlanda y Estados Unidos.

## Canciones
| Edición estándar |                                              | |                                          |          |  |
| N.º              | Título                                       | Escritor(es) | Productor(es)                            | Duración |  |
| 1.               | «Timber» (con Kesha)                         | Armando C. Pérez, Kesha Sebert, Lukasz Gottwald, Priscilla Hamilton, Jamie Sanderson, Breyan Stanley Isaac, Henry Walter, Pebe Sebert, Lee Oskar, Keri Oskar, Greg Errico | Dr. Luke, Cirkut, Sermstyle, Nick Seeley | 3:24     |  |
| 2.               | «That High» (con Kelly Rowland)              | Pérez, Mikkel S. Eriksen, Tor Hermansen, Benjamin Levin, Shellback, Ester Dean                                                                                            | Stargate, Benny Blanco                   | 3:14     |  |
| 3.               | «Do It» (con Mayer Hawthorne)                | Pérez, Jacob Dutton, Andrew Cohen, Omar Tavárez, Samuel Wishkoski | Tuxedo                                   | 3:40     |  |
| 4.               | «Sun in California» (con Mohombi y PLAYB4CK) | Pérez, Ivar Lisinski, Mohombi Moupondo, Olle Olmås, Bruno López | PLAYB4CK                                 | 3:00     |  |
| 5.               | «All the Things» (con Inna)                  | Pérez, Burns, Calvin Harris, Bebe Black | Burns, Calvin Harris                     | 3:25     |  |
| 16:43            |                                              | |                                          |          |  |